# 阿莱斯站
阿莱斯站，是法国的一个铁路车站，位于法国城市阿莱斯（Alès）。

## 站名
为突出地域特征，阿莱斯站在某些场合被称为"塞文地区阿莱斯站"（法語：Gare d'Alès-en-Cévennes），但其官方名称中并无此后缀。

## 位置
阿莱斯站位于阿莱斯市区的中部。车站大致呈东西走向，正门开口朝南。阿莱斯站西侧即为配套的阿莱斯汽车站。

## 历史
阿莱斯地区历史上曾出产煤炭，而得益于同一时期的工业革命，阿莱斯也成为了法国较早通铁路的城市之一。连接大背斜和尼姆的铁路于1840年就已建成，并最终延长成为了圣日耳曼沟－尼姆铁路，法国著名的塞文山列车就行驶于此线。阿莱斯还曾是一个区域性的铁路枢纽，前往勒特伊（Le Teil）和洛丹拉尔杜瓦斯（Laudun-l'Ardoise）的铁路也在此交汇。
随着煤炭资源的衰退及阿莱斯周边地区人口的流失，阿莱斯站所在的铁路线客流量不断下降。前往洛丹拉尔杜瓦斯方向的铁路于二战前夕关闭，而前往勒特伊方向的铁路也因客流不佳最终于2012年7月完全停运。此外，由于圣日耳曼沟－尼姆铁路途径的地区人口稀少，客流量较小，加之其所经地区多为山地，因此平均旅速较慢，效率极低，有停运的风险。
2003年以前，阿莱斯站每天还停靠一班连接巴黎和尼姆的夜班车。

## 设施
阿莱斯站设有人工售票窗口，其开放时间如下：
- 周一至六：6:30~18:30
- 周日及节假日：10:45~18:00

此外，阿莱斯站还设有自动售票机。

## 停靠线路
以下列车线路在阿莱斯站停靠：
| 阿莱斯站列车线路表     |            |                       |                                             |                   |
| 线路                   | 车种       | 上一站                | 下一站                                      | 大致运行频率      |
| 克莱蒙费朗—尼姆        | INTERCITÉS | 大背斜拉皮斯          | 尼姆                                        | 每天1趟           |
| 克莱蒙费朗—尼姆        | TER        | 大背斜拉皮斯          | 诺齐埃-布里尼翁/圣热涅斯德马勒瓜累斯        | 每天2趟左右       |
| 尼姆→朗戈涅            | TER        | 圣热涅斯德马勒瓜累斯  | 大背斜拉皮斯                                | 每周一1趟（单向） |
| 阿莱斯→蒙彼利埃/纳博讷 | TER        | （起点）              | 布夸朗                                      | 每天1趟（单向）   |
| 芒德—尼姆/纳博讷       | TER        | 大背斜拉皮斯          | 圣热涅斯德马勒瓜累斯                        | 每天2趟左右       |
| 拉巴斯提德圣洛朗—尼姆  | TER        | 大背斜拉皮斯          | 圣热涅斯德马勒瓜累斯                        | 每周1趟           |
| 热诺拉克/阿莱斯—尼姆   | TER        | 大背斜拉皮斯/（起点） | 布夸朗/诺齐埃-布里尼翁/圣热涅斯德马勒瓜累斯 | 每天8趟左右       |
| 1. 2. 3. 4.            |            |                       |                                             |                   |

## 配套交通

### 长途客车
| 停靠阿莱斯站的大巴车              |                       | |
| 上下车地点                        | 运营单位              | 主要目的地 |
| 阿莱斯汽车站 Gare routière d'Alès | 加尔省城际客运 Edgard | - A10线：布里尼翁、索泽、尼姆 - A13线：阿莱格尔莱菲马德、巴尔雅克 - A14线：圣埃斯普里桥 - A15线：厄泽、巴龙、于泽斯、韦尔-加尔桥、阿维尼翁 - D42线：托尔纳克、杜尔福和圣马丹德索瑟纳克、圣伊波利特德福尔、勒维冈 (加尔省) |
| 阿莱斯汽车站 Gare routière d'Alès | SNCF Car TER          | - 9号线：尼姆 - 当铁路线施工或罢工时，SNCF可能也会提供途径该线路沿途站点的大巴车 |
| 1. 2. 3. 4. 5.                    |                       | |

### 市内交通
| 阿莱斯站附近的市内公共交通线路 |                       |                                                                                 |
| 公交车站名称                   | 位置                  | 停靠线路                                                                        |
| Gare SNCF 火车站               | 阿莱斯站门口          | - 30路：阿莱斯-汽车站 ↔ 圣普里瓦德维尤-圣让                                     |
| Gare Routière 汽车站           | 阿莱斯站西侧大约200米 | - 阿莱斯市区公交 （页面存档备份，存于） - 阿莱斯城乡公交 （页面存档备份，存于） |
| 1. 2.                          |                       |                                                                                 |

### 社会车辆
阿莱斯站门口设有社会车辆停车场。

## 临近车站
| 阿莱斯站（Gare d'Alès）        |                      |          |
| 上行车站                       | 线路                 | 下行车站 |
| 大背斜拉皮斯站                 | 圣日耳曼沟－尼姆铁路 | 布夸朗站 |
| - 本表仅显示运营中的线路及车站 |                      |          |